# Акрисије
Акрисије (грч. Ἀκρίσιος) је у грчкој митологији био син Абанта, краља Аргоса и Аглаје или Окалеје.

## Митологија
Након смрти свог оца, Акрисије је био у спору са својим братом близанцем Претом у коме је победио. Ипак, Прет га је касније присилио да поделе престо, те је постао краљ Тиринта, док је Акрисије задржао власт над Аргосом. Акрисијева супруга је била или Еуридика или Аганипа и са једном од њих је имао кћерке Данају и Еварету. Зато је питао пророчиште да ли ће имати наследника. Одговорено му је да неће, али да ће Данаја родити мушко дете које ће га убити. Да би то спречио, затворио је своју кћерку у подземну тамницу сачињену од бронзе, али је Зевс у виду златне кише прошао кроз отвор на крову и обљубио Данају. Тако је зачела и родила дечака, Персеја, кога је однеговала заједно са дадиљом, која је била заточена заједно са њом. Једног дана је Акрисије зачуо дечји глас и ушао у тамницу, где је Данаја покушала да му објасни да је Персеј Зевсов син. Није јој поверовао, већ ју је заједно са дететом затворио у ковчег и бацио у море. Персеј је ипак преживео, те након многих јуначких дела, вратио се у Аргос, заједно са својом мајком, да потражи свог деду. Међутим, овај, плашећи се пророчанства, побегао је у Ларису. Ипак, тамо је доспео и Персеј, јер је тамошњи краљ Теутамид приредио игре поводом смрти свог оца. Такмичећи се у тим играма, Персеј је нехотице усмртио свог деду. Тесалци су га сахранили испред града и подигли му светилиште. О Акрисију су писали Аполодор и Хигин.